# Kruonis pumpkraftverk
Kruonis pumpkraftverk är ett vattenkraftverk som ligger nära samhället Kruonis i Kaunas län i Litauen. Anläggningen är ett pumpkraftverk i floden Njemen, där vattenmassor utbyts mellan två vattenreservoarer. Pumpkraftverket är konstruerat för att ha en installerad kapacitet på 1600 MW, men för närvarande är bara fyra generatorer om vardera 225 MW i drift. Det finns planer på att bygga ett femte aggregat.
Anläggningens fyra aggregat togs i drift mellan 1992 och 1998.
Anläggningen är en typ av reservkraftverk som under en kortare tid kan leverera elkraft när elbehovet är högt. Kraftverket fungerar då som ett vanligt vattenkraftverk, där vattenmassor går från den övre reservoaren till lägre. Med en helt fylld övre reservoar kan anläggningen generera 900 MW under cirka 12 timmar.
Under perioder med lågt elbehov och lågt elpris så pumpas vatten från den lägre till den högre reservoaren.
Kraftverket i Kruonis är den enda pumplagringsstationen i Baltikum. Kraftverket är anslutet till en 330 kV huvudkraftledning som går från Elektrėnai med Elektrėnai kraftverk i nordost, till den större staden Kaunas i sydväst.